# 유고슬라비아 왕자 페타르

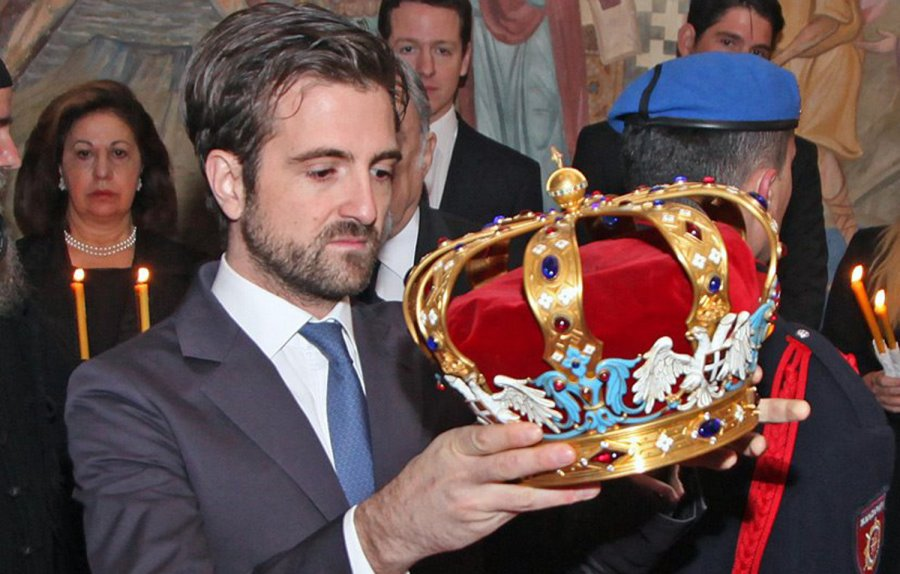
유고슬라비아 왕자 페타르

유고슬라비아 왕자 페타르(Prince Peter of Yugoslavia, 1980년 2월 5일 ~ )는 스페인-세르비아 출신의 그래픽 디자이너이자 카라조르제비치 왕조의 일원이다. 그는 마지막 유고슬라비아 왕인 페타르 2세의 맏손자이자 첫 손자이다. 그가 태어나 2022년에 은퇴할 때까지 그는 세습 왕자로 알려져 있었다.